# 斯普拉格萊格嶺
71°55′S 14°45′E / 71.917°S 14.750°E
斯普拉格萊格嶺（英語：Spraglegga Ridge）是南極洲的山嶺，位於東部南極洲的毛德皇后地，屬於帕耶山脈中的一部分，處於克韋韋費勒特山東南面8公里，該山嶺由德國的探險隊發現。